# Лещинки
Лещинки (пол. Leszczynki) — село в Польщі, у гміні Сераковиці Картузького повіту Поморського воєводства.
Населення — 371 особа (2011).
У 1975—1998 роках село належало до Гданського воєводства.

## Демографія
Демографічна структура станом на 31 березня 2011 року:
|          | Загалом | Допрацездатний вік | Працездатний вік | Постпрацездатний вік |
| -------- | ------- | ------------------ | ---------------- | -------------------- |
| Чоловіки | 188     | 62                 | 108              | 18                   |
| Жінки    | 183     | 67                 | 89               | 27                   |
| Разом    | 371     | 129                | 197              | 45                   |